# 永勝寺 (久喜市)
永勝寺（えいしょうじ）は埼玉県久喜市にある曹洞宗の寺院。山号は功徳山。

## 歴史
天文5年（1536年）洲翁全哲により開山。1945年（昭和20年）火災により、山門以外を焼失したため、1971年（昭和46年）に本堂を再建した。1996年（平成8年）老朽化により本堂、書院、庫裡を再建した。

## 本尊
- 延命子育地蔵

## 所在地情報
所在地
- 埼玉県久喜市菖蒲町三箇898番地1

交通
- 久喜駅（東日本旅客鉄道（JR東日本）、東武鉄道)